# Ba câu hỏi
Ba câu hỏi là một truyện ngắn của nhà văn Nga Lev Tolstoy được xuất bản lần đầu vào năm 1885 trong tuyển tập Con người sống bằng gì, và các truyện khác. Câu truyện được viết theo kiểu ngụ ngôn kể về một vị vua muốn tìm câu trả lời cho ba câu hỏi mà ông xem là quan trọng nhất trong cuộc đời.
Tác phẩm được dịch sang tiếng Việt bởi thiền sư Thích Nhất Hạnh với tên "Ba câu hỏi khó của nhà vua" trong phần "Ba câu trả lời màu nhiệm", sách Phép lạ của sự tỉnh thức.

## Tóm tắt nội dung
Một ông vua nghĩ rằng ông sẽ không bao giờ thất bại nếu ông ta biết được ba điều. Những điều đó là:
- Làm sao để biết được khi nào là thời gian thuận lợi nhất cho mỗi công việc?
- Làm sao để biết được ai là người quan trọng nhất mà ta phải chú trọng?
- Làm sao để biết được công việc nào là công việc cần thiết nhất mà ta phải thực hiện?

Nhiều học giả đã cố gắng trả lời câu hỏi của nhà vua, nhưng mỗi người lại có một câu trả lời khác nhau. Vì thế nhà vua quyết định đến hỏi một nhà tu hành thông thái ở làng bên. Nhà tu hành chỉ tiếp những người bình dân, do đó vua mới ngụy trang làm một người nông dân, dặn các cận vệ đứng ở đằng xa và đến gặp nhà tu hành.
Khi nhà vua đến, nhà tu hành đang đào các luống hoa. Nhà vua hỏi ông các câu hỏi của mình nhưng nhà tu hành vẫn chăm chỉ tập trung vào việc cuốc đất. Nhà vua sau đó yêu cầu được cuốc đất thay cho ông. Sau một hồi cuốc đất, nhà vua lại hỏi các câu hỏi.
Trước khi nhà tu hành trả lời, một người đàn ông đột ngột xuất hiện từ trong rừng. Ông ta bị chảy máu từ một vết thương rất nghiêm trọng ở bụng. Nhà vua chăm sóc ông và họ nghỉ lại qua đêm tại lều của nhà tu hành. Ngày hôm sau, người bị thương đã đỡ hơn nhưng nghi ngờ về sự giúp đỡ của nhà vua. Ông ta thú nhận rằng ông biết nhà vua là ai và nhà vua đã giết người anh và tịch thu gia sản của ông. Ông ta đến để giết nhà vua nhưng các cận vệ của vua đã làm bị thương ông. Người bị thương nguyện trung thành với nhà vua và rời đi.
Nhà vua lại hỏi nhà tu hành lần nữa các câu hỏi của ông và nhà tu hành nói rằng các câu hỏi đã được trả lời:
- Thời gian quan trọng nhất là bây giờ. Thời điểm hiện tại là thời điểm duy nhất mà ta có thể làm chủ được.
- Người quan trọng nhất là người đang sống bên ta.
- Công việc quan trọng nhất là công việc làm cho người sống bên ta hạnh phúc.